# M (singel Ayumi Hamasaki)
M – dziewiętnasty singel Ayumi Hamasaki, wydany 1 listopada 2000 roku. Jest to pierwszy utwór, który Ayumi skomponowała pod pseudonimem "CREA". Jest to czwarty singel piosenkarki, który osiągnął sprzedaż ponad miliona kopii (sprzedano 1 279 830 kopii), a także trzeci najlepiej sprzedający się jej singel. Znalazł się na #1 miejscu w rankingu Oricon. Utwór "M" również zdobył Japan Gold Disc Award w kategorii "Piosenka Roku" (ang. "Song of the Year").

## Lista utworów
| Nr  | Tytuł                                 | Muzyka                    | Aranżacja | Czas |
| --- | ------------------------------------- | ------------------------- | --------- | ---- |
| 1.  | "M (Original Mix)"                    | CREA                      | HΛL       | 4:30 |
| 2.  | "M (Dub's Hard Pop Remix)"            | CREA                      |           | 7:29 |
| 3.  | "SEASONS (Yuta's weather report mix)" | D・A・I                   |           | 5:52 |
| 4.  | "M (nicely nice winter parade remix)" | CREA                      |           | 4:38 |
| 5.  | "Far away (Laugh & Peace MIX)"        | Kazuhito Kikuchi, D・A・I |           | 3:44 |
| 6.  | "M (REWIRED MIX)"                     | CREA                      |           | 5:59 |
| 7.  | "M (SMOKERS MIX)"                     | CREA                      |           | 4:43 |
| 8.  | "M (RANK-M Mix)"                      | CREA                      |           | 7:48 |
| 9.  | "M (NEUROTIC EYE'S Mix)"              | CREA                      |           | 4:59 |
| 10. | "M (Original Mix -Instrumental-)"     | CREA                      | HΛL       | 4:27 |

## Wersja europejska
W 2003 roku M został wydany w Europie jako singel trance przez niemiecką wytwórnię Drizzly Records.

### Lista utworów
| Nr | Tytuł                                      | Muzyka | Aranżacja      | Czas |
| -- | ------------------------------------------ | ------ | -------------- | ---- |
| 1. | "M (Above & Beyond Edit)"                  | CREA   | Above & Beyond | 4:20 |
| 2. | "M (Van Eyden vs. M.o.r.p.h Edit)"         | CREA   |                | 4:19 |
| 3. | "M (Tectonic shift vs. Andre Visior Edit)" | CREA   |                | 3:36 |
| 4. | "M (Above & Beyond Vocal Dub Mix)"         | CREA   | Above & Beyond | 6:11 |
| 5. | "M (Above & Beyond Typhoon Dub)"           | CREA   | Above & Beyond | 8:31 |
| 6. | "M (Above & Beyond Vocal Mix)"             | CREA   | Above & Beyond | 8:01 |

## Singel wideo
7 lutego 2001 roku M został wydany jako drugi album wideo na VHS i DVD przez wytwórnię Avex Trax.

### Lista utworów
DVD & VHS
| Nr | Tytuł           | Czas |
| -- | --------------- | ---- |
| 1. | "M" (wideoklip) |      |
| 2. | "M" (TV-CM))    |      |
| 3. | "making of M"   |      |